# Karl Friedrich von Hirschfeld
Pour les articles homonymes, voir Hirschfeld.
 (novembre 2018).
 (juillet 2018).
Karl Friedrich Hirschfeld, von Hirschfeld à partir de 1787, (né en 1747 à Münsterberg, mort le 11 octobre 1818 à Brandebourg-sur-la-Havel) est un général d'infanterie prussien.

## Biographie
Karl Friedrich vient d'une vieille famille de Meissen. Il est le fils de Johann Friedrich Hirschfeld (1711-1757) et de son épouse Elisabeth, née von Hoffmann (1728-1805).
Hirschfeld entre en 1762 dans l'armée prussienne et intègre le 36e régiment d'infanterie. Il devient par la suite l'adjudant de Frédéric-Eugène de Wurtemberg. Il prend part à la guerre de Succession de Bavière. En 1784, il est au service du duc de Brunswick.  Il est élevé le 16 février 1787 au rang anoblissant de capitaine et reçoit la croix Pour le mérite pour la prise de Toomschanze lors des combats en Hollande. Lors de la première coalition européenne, Hirschfeld prend part à la prise de la citadelle de Bitche et y est grièvement blessé. Il devient en 1795 adjudant du duc de Brunswick. En 1798 il est promu colonel et dirige le premier bataillon de la Garde, avant de recevoir en 1801 le grade de major-général et commandant de Potsdam.
Lors de la bataille d'Auerstaedt en 1806, il dirige les bataillons d'infanterie de la Garde. Fait prisonnier avec la capitulation de la forteresse de Magdebourg, il est libéré en 1807. Il s'installe alors dans la ville de Brandebourg où il exerce la fonction de commandant de la ville de 1809 à 1813 avant de prendre le commandement de la Landwehr de la Marche de Brandebourg lors de la campagne d'Allemagne de 1813.
Il dirige au printemps 1813 une division participant au blocus de Magdebourg puis commande les forces prussiennes lors de la bataille de Hagelberg le 27 août 1813, où quelques semaines avant la bataille décisive de Leipzig l'infanterie de ligne, la Landwehr et les cosaques russes anéantissent un corps napoléonien de 10 000 hommes. À peine 3 000 Français parviennent à prendre la fuite. Cette bataille est décisive pour la Landwehr, jusque là méprisée par l'infanterie de ligne prussienne. Après la guerre, Hirschfeld devient gouverneur militaire de la forteresse de Magdebourg. Il se retire du service actif en 1815 et retourne à Brandebourg. Il y meurt en 1818 d'une attaque d'apoplexie et est enterré dans la cathédrale de Brandebourg.

## Famille
Hirschfeld s'est marié plusieurs fois. Il épouse à Falkenhagen (de) le 27 mai 1782 Karoline Friederike Philippine von Faggyas (1761-1795). Il s'unit ensuite le 27 décembre 1795 à Halberstadt à Henriette Frederike Charlotte Ehrengard von der Schulenburg (1765-1800), veuve von Fuchs. Il convole enfin en noces à Potsdam le 30 août 1801 avec Ernestine Karoline Amalie Wilhelmine Elisabeth von Zanthier (de) (1766-1847), veuve von Gillern (de).
De ces trois mariages sont nés quinze enfants, parmi lesquels :
- Karoline (1783-1849) qui épousa Jean-Frédéric-Charles II d'Alvensleben
- Karl Dietrich Eugen (1784–1811), colonel du Régiment Alcantara mort en Espagne
- Karl Alexander Adolf (1787-1858), général de cavalerie prussien
- Karoline Philippine Luise (1788-1859) mariée avec Alexander von Ruville (1780–1841) et mère du général Amand von Ruville
- Karl Friedrich Wilhelm Ulrich Moritz (1790–1859), lieutenant-colonel espagnol puis général d'infanterie prussien, marié avec Ida von Kamptz
- Karl Friedrich Wilhelm Ferdinand (1792–1863), général d'infanterie prussien
- Karl Friedrich Hermann (1800–1878), général-major prussien

## Littérature
L'écrivain Theodor Fontane, dans ses souvenirs de jeunesse (Von Zwanzig bis Dreißig, 1898), raconte avoir fait son service militaire dans le 2e régiment de grenadiers de la Garde « empereur François » :
« Le commandant du régiment était le colonel [Ferdinand] von Hirschfeld, fils d'un général contemporain de Frédéric II, Karl Friedrich von Hirschfeld, qui avait remporté le combat de Hagelsberg, le 27 août 1813, resté célèbre comme la « bataille de la Landwehr », et frère du général Moritz von Hirschfeld qui avait combattu Napoléon en Espagne de 1809 à 1815 – plus tard commandant du 8e corps d'armée – et qui a laissé de si intéressantes descriptions de ses expériences espagnoles. »